# Cho Hyo-chul
Cho Hyo-chul (kor.조효철; ur. 1 września 1986) – południowokoreański zapaśnik w stylu klasycznym. Zajął dziesiąte miejsce na mistrzostwach świata w 2009. Złoty medalista igrzysk azjatyckich w 2018. Zdobył trzy medale na mistrzostwach Azji, srebrne w 2007 i 2011; brązowy w 2008 roku. Ósmy w Pucharze Świata w 2008 roku.
Absolwent Kyungnam University w Changwon.